# Gocce d'inchiostro
Gocce d'inchiostro è una raccolta di racconti di Carlo Dossi.

## Trama
Con l'opera Gocce d’inchiostro, Carlo Dossi costituisce una vera e propria antologia in cui raccoglie il meglio delle sue produzioni creative tra gli anni '60 e '70 dell'Ottocento. Il libro è articolato su una serie di brevi prose presentate da lui stesso come "scenette, piccoli romanzetti [...] che non esigono troppo inchiostro alla lor trattazione" ed ecco appunto il perché del titolo.
In realtà Gocce d'inchiostro è la presentazione ante litteram di tutta l'opera del Dossi a livello linguistico in quanto, come ha precisato Dante Isella nel suo primo commento all'opera, "tutta l'opera del Dossi può dirsi una collezione di gocce d'inchiostro". Nel pieno spirito di Carlo Dossi, nell'opera si trovano piccole storie d'amore, guarnite con una tenerezza quasi adolescenziale ma condite con uno sprezzante humor, oltre a storie di vita comune, dal sapore quotidiano.
Anche in questo caso la tendenza del Dossi ad un uso appassionato di quello che dai tecnici verrà definito il suo "espressionismo lombardo" emerge ancora una volta nell'uso delle espressioni tipiche del dialetto milanese )in contrasto con la statica e a suo dire "ampollosa" prosa manzoniana), che però si barcamena con l'uso della lingua italiana nei suoi termini ricercati. A detta di Dante Isella, questo fattore si spiegherebbe anche con la vita privata dell'autore che proprio in quegli anni dividerà la propria esistenza tra la Lombardia, sua patria natia, e Roma al fianco di Francesco Crispi.

## Elenco dei racconti
Oltre a una Prefazione, l'opera contiene i seguenti racconti:
- Valichi di montagne
- Viaggio di nozze
- La provvidenza
- Prima e dopo
- Il mago
- Profumo di poesia
- Odio amoroso
- Il Natale
- Istinto
- Balocchi
- La casetta di Gigio
- Il vecchio bossolottajo
- Illusioni
- La corba
- Un'accademia alla buona
- Una visita al Papa
- Giudizi della giornata
- Il lotto
- I frequentatori della portinarìa
- Una fanciulla che muore
- I racconti di donna Giacinta
- La cassierina
- Un romanzo abortito
- Adelina
- Mezzanotte
- Le caramelle
- Tesoretta
- De consolatione Philosophiae
- Insoddisfazione
- Elvira
- La maestrina d'inglese

I seguenti racconti compaiono già, con minime modifiche, all'interno della Vita di Alberto Pisani:
- La provvidenza
- Prima e dopo
- Il mago
- Odio amoroso
- La corba
- Il lotto
- Una fanciulla che muore
- Il codino e Isolina, che messi insieme compongono il racconto I racconti di donna Giacinta
- La cassierina
- Le caramelle
- Insoddisfazione
- La maestrina d'inglese

## Edizioni
- Carlo Dossi, Gocce d'inchiostro, Treves, 1880.